# Europameisterschaften im Bogenschießen 2012
Die Europameisterschaften im Bogenschießen 2012 wurden vom 21. bis 26. Mai in der niederländischen Hauptstadt Amsterdam ausgetragen.
Austragungsort war das Olympiastadion Amsterdam.

## Ergebnisse

### Recurvebogen
| Disziplin         | Gold                                                              | Silber                                                 | Bronze                                                  |
| ----------------- | ----------------------------------------------------------------- | ------------------------------------------------------ | ------------------------------------------------------- |
| Männer Einzel     | Rick van der Ven                                                  | Klemen Štrajhar                                        | Thomas Faucheron                                        |
| Frauen Einzel     | Xenija Perowa                                                     | Naomi Folkard                                          | Cyrielle Cotry                                          |
| Männer Mannschaft | Niederlande Rick van der Ven Sjef van den Berg Rick van den Oever | Italien Michele Frangilli Marco Galiazzo Mauro Nespoli | Ukraine Markijan Iwaschko Wiktor Ruban Dmytro Hratschow |
| Frauen Mannschaft | Frankreich Bérengère Schuh Cyrielle Cotry Celine Bezault          | Spanien Iria Grandal Magali Foulon Helena Fernández    | Deutschland Elena Richter Lisa Unruh Kristina Berger    |
| Mixed-Team        | Natalia Valeeva / Mauro Nespoli                                   | Anna Szukalska / Piotr Nowak                           | Begül Löklüoğlu / Yağız Yılmaz                          |

### Compoundbogen
| Disziplin         | Gold                                                                | Silber                                                   | Bronze                                                            |
| ----------------- | ------------------------------------------------------------------- | -------------------------------------------------------- | ----------------------------------------------------------------- |
| Männer Einzel     | Sergio Pagni                                                        | Martin Damsbo                                            | Paul Titscher                                                     |
| Frauen Einzel     | Christina Berger                                                    | Anastasia Anastasio                                      | Marcella Tonioli                                                  |
| Männer Mannschaft | Frankreich Pierre-Julien Deloche Dominique Genet Christophe Doussot | Großbritannien Duncan Busby Liam Grimwood Chris White    | Niederlande Mike Schloesser Peter Elzinga Ruben Bleyendaal        |
| Frauen Mannschaft | Deutschland Christina Berger Andrea Weihe Melanie Mikala            | Italien Anastasia Anastasio Marcella Tonioli Laura Longo | Frankreich Jean-Philippe Boulch Dominique Genet Sebastien Peineau |
| Mixed-Team        | Inge van Caspel / Peter Elzinga                                     | Marcella Tonioli / Sergio Pagni                          | Albina Loginowa / Dmitri Koschin                                  |

## Medaillenspiegel
| Platz  | Land           | Gold | Silber | Bronze | Gesamt |
| ------ | -------------- | ---- | ------ | ------ | ------ |
| 1      | Niederlande    | 3    | –      | 1      | 4      |
| 2      | Italien        | 2    | 4      | 1      | 7      |
| 3      | Frankreich     | 2    | –      | 3      | 5      |
| 4      | Deutschland    | 2    | –      | 2      | 4      |
| 5      | Russland       | 1    | –      | 1      | 2      |
| 6      | Großbritannien | –    | 2      | –      | 2      |
| 7      | Dänemark       | –    | 1      | –      | 1      |
| 7      | Polen          | –    | 1      | –      | 1      |
| 7      | Slowenien      | –    | 1      | –      | 1      |
| 7      | Spanien        | –    | 1      | –      | 1      |
| 11     | Türkei         | –    | –      | 1      | 1      |
| 11     | Ukraine        | –    | –      | 1      | 1      |
| Gesamt | Gesamt         | 10   | 10     | 10     | 30     |